# Jedle španělská
Jedle španělská (Abies pinsapo) je jehličnatý, teplomilný strom z čeledi borovicovitých, původem z jižního Španělska a severního Maroka.

## Synonyma
- Abies pinsapo varieta pinsapo:
- Abies hispanica
- Abies pinsapo poddruh eupinsapo
- Abies pinsapo poddruh hispanica
- Abies pinsapo varieta hispanica
- Picea pinsapo
- Pinus pinsapo
- Pinus sapo
- Abies pinsapo varieta marocana:
- Abies marocana
- Abies pinsapo varieta tazaotana:
- Abies pinsapo poddruh tazaotana
- Abies tazaotana

## Popis
Stálezelený, jehličnatý strom, dorůstající do výšky 25–30 m a dožívající se věku přes 300 let. Kmen je obvykle jednotlivý, oblý a přímý a dosahuje průměru 1,5 m. Větve jsou dlouhé, v horní části koruny stoupající, v dolní části zahnuté dolů. Koruna je hluboká, u mladých stromů úzce kuželovitá, u starších nepravidelná. Borka je u mladých stromů hladká a tmavošedá, u starších podélně rozpraskaná, drsná, šupinovitá a tlustá.
Letorosty jsou silné a velmi tuhé, červenohnědé či zelenohnědé a postupně šednoucí, hladké a slabě rozbrázděné; listové jizvy jsou velké a purpurovošedé. Pupeny jsou kulovité, 5 mm dlouhé a 4 mm široké, velmi pryskyřičnaté (varieta marocana má pupeny méně pryskyřičnaté a větší, varieta tazaotana má pupeny úplně bez pryskyřice), s červenohnědými, trojúhelníkovými, kýlovitými a u vrcholu volnými pupenovými šupinami.
Jehlice jsou spirálovitě uspořádané (varieta marocana má jehlice více hřebenovitě uspořádané), paprsčitě rozprostřené, kolmé k letorostu, u základny nezakroucené, kulaté či mírně zploštělé (varieta marocana má jehlice plošší), tuhé, tmavozelené až stříbrnošedomodrozelené (netýká se zlatého kultivaru), jehlice na stinné straně jsou trochu hřebenovité; jsou 6–20 mm dlouhé a 2–3 mm široké, s tupou či ostrou špičkou (varieta marocana má jehlice ostřejší); s 2  malými středovými pryskyřičnými kanálky (varieta marocana má okrajové pryskyřičné kanálky); s proužky průduchů (Stomata) na všech površích (varieta marocana má z horní strany méně průduchů a slabou rýhu); jehlice zůstávají na stromě až 13 let.
Samčí šištice jsou postranní, seskupené na letorostech, 5–7 mm dlouhé, žluté, a s červenými či fialovými mikrosporofyly. Samičí šištice - šišky jsou na krátkých stopkách, postranní, vzpřímené, válcovité, s tupým vrcholem, purpurovozelené a dozráváním hnědnoucí; 9–16 cm dlouhé a 3–5 cm široké (varieta marocana má šišky větší: 10–18 cm dlouhé 3,5–5 cm široké); vřetena šišek jsou vytrvalá, purpurovohnědá a úzce kuželovitá; semenné šupiny jsou trojúhelníkové, hladké, mírně rýhované, s celým horním okrajem, zahnuté dovnitř, zvlněné, 2,5-2,8 cm dlouhé a 2,2-2,5 cm široké; podpůrné šupiny jsou 1-1,3 cm dlouhé, úplně zahrnuté, obdélníkové, na vrcholu s malým hrotem. Semena jsou obvejčitá, světle hnědá, 6–10 mm dlouhá. Křídla semen jsou 12–20 mm dlouhá a světle hnědá. Děložních lístků je 5-8 . Strom kvete v dubnu až květnu, šišky dozrávají v září a říjnu.

## Příbuznost
Jedle španělská se podle některých botaniků vyskytuje ve 3 varietách :
- Abies pinsapo varieta pinsapo
- Abies pinsapo varieta marocana

(je některými botaniky považována za samostatný druh: Abies marocana )
- Abies pinsapo varieta tazaotana

(je některými botaniky považována za Abies pinsapo varieta marocana ).

## Výskyt
Domovinou jedle španělské je Afrika (Maroko) a Evropa (Španělsko), z toho:
- Abies pinsapo varieta pinsapo:

Španělsko - Andalusie (Provincie Cádiz a Provincie Málaga).
- Abies pinsapo varieta marocana:

Maroko (hory Bab Rouida, Kraa, Mago a Tissouka, v západní části pohoří Ríf).
- Abies pinsapo varieta tazaotana:

Maroko (pouze kolem hory Tazaot v pohoří Ríf).

## Ekologie
Jedle španělská je mrazuvzdorná do –23.2 °C, miluje plné slunce, mírně kyselou (dokáže růst též v neutrální a zásadité půdě) a dobře propustnou půdu. Jedle španělská nesnáší znečištění ovzduší.
- Abies pinsapo varieta pinsapo:

Tato varieta roste především na sever směřujících horských svazích v nadmořských výškách 900–1600 m v půdách dolomitového a serpentinitového původu. Nad 1100 m strom tvoří husté samostatné jednodruhové porosty, pod 1100 m smíšené lesy s jinými druhy: dubem cesmínovitým okrouhlolistým
(Quercus ilex poddruh rotundifolia) (synonymum Quercus rotundifolia), dubem korkovým, dubem portugalským, borovicí halepskou, borovicí přímořskou, z keřů hlavně s lýkovcem vavřínovým (Daphne laureola poddruh latifolia), břečťanem popínavým, hlohem jednosemenným krátkotrnným (Crataegus monogyna poddruh brevispina), trnkou obecnou, z bylin s čemeřicí smrdutou, rožcem (Cerastium gibraltaricum) a dalšími.
- Abies pinsapo varieta marocana:

Tato varieta roste ve vlhkém středozemním podnebí s průměrnými ročními srážkovými úhrny kolem 1500–1900 mm na sever směřujících svazích horských hřebenů z dolomitického vápence v nadmořských výškách 1400–1800 m. Strom zde roste například s javorem kalinolistým (Acer opalus poddruh granatense) (synonymum Acer granatense), dubem portugalským, cedrem atlaským a dalšími.
- Abies pinsapo varieta tazaotana

Roste v nadmořských výškách 1400–2100 m.

## Nepřátelé a nemoci
Jedle španělská (varieta pinsapo) je někdy napadána kořenovníkem vrstevnatým (Heterobasidion annosum), václavkou obecnou a dalšími.

## Využití člověkem
- Abies pinsapo varieta pinsapo:

Dřevo stromu bylo v minulosti místně využíváno ke stavbě domů, od čehož se již upustilo.
- Abies pinsapo varieta marocana:

Dřevo stromu bylo využíváno ke stavbě domů. Silice, získávané ze semen stromu, jsou využívány v Marocké lidové medicíně k léčbě dýchacích obtíží.

## Ohrožení
Všechny variety jedle španělské jsou organizací IUCN považovány za ohrožené a celková tendence populace jedle španělské (všech variet dohromady) je klesající:
- Abies pinsapo varieta pinsapo:

Populace této variety má vzrůstající  tendenci, obzvláště ve vyšších nadmořských výškách, v důsledku znovuzalesňovacích programů. I přes to, že celková populace je vzrůstající, v nižších nadmořských výškách dochází k úbytkům populací v důsledku sucha a nepřátel stromu. Hlavní ohrožení představují lesní požáry, neboť strom není přizpůsoben ohni, taktéž roztříštěnost populace a globální oteplování. Probíhají programy in situ a ex situ.
- Abies pinsapo varieta marocana:

Populace této variety klesá, v rozmezí let 1938 až 1994 došlo k 70 %  poklesu populace v důsledku kácení, lesních požárů a kácení lesa pro vzrůstající vesnickou populaci, rozpínání zemědělství a pěstování konopí. Ačkoliv je zbývající populace této variety chráněna v národním parku, je neustále ohrožována odlesňováním okolních oblastí při pěstování konopí.

## Galerie

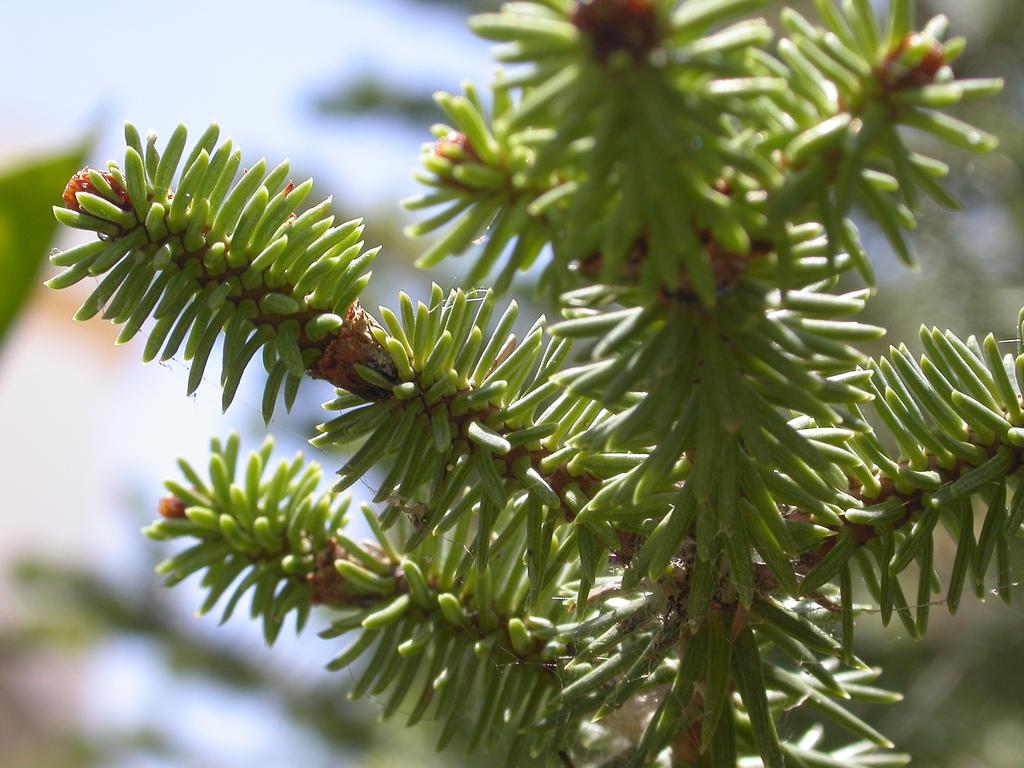
Jedle španělská, jehlice.
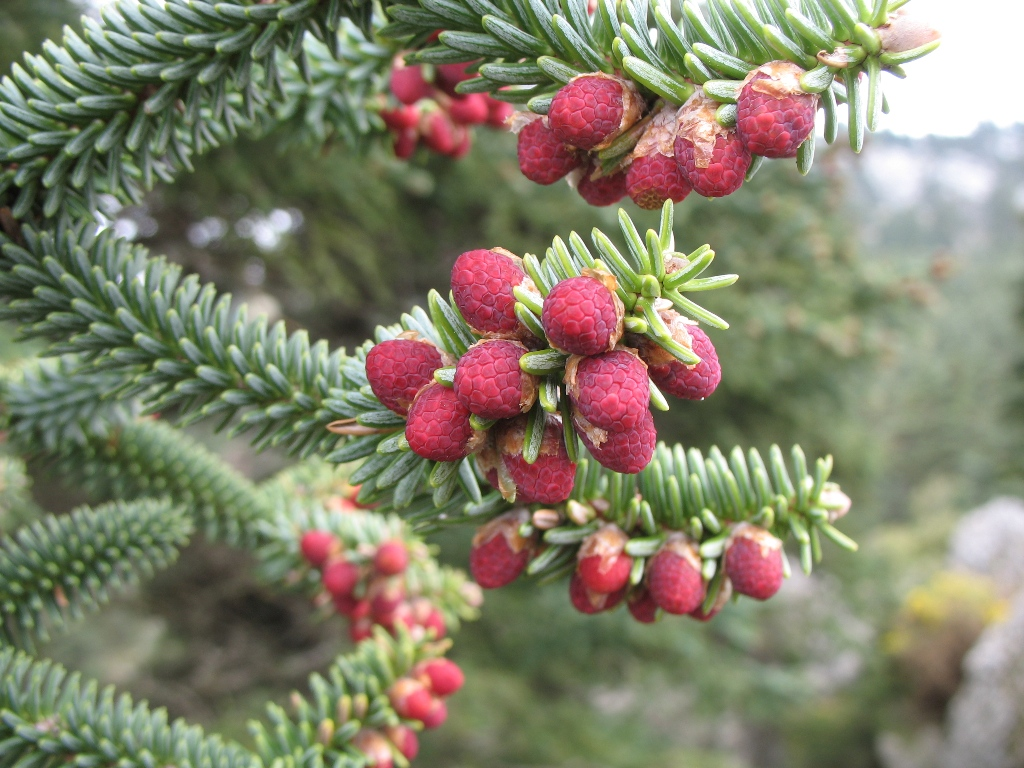
Jedle španělská, samčí pylové šištice.
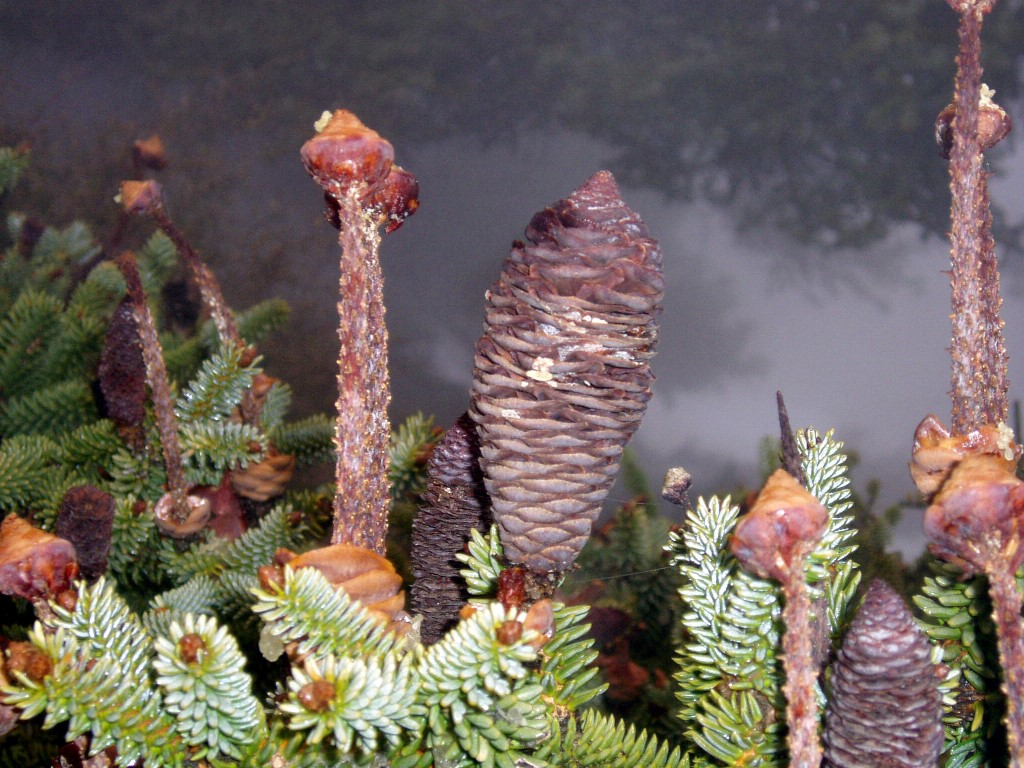
Jedle španělská, samičí šištice - šišky.
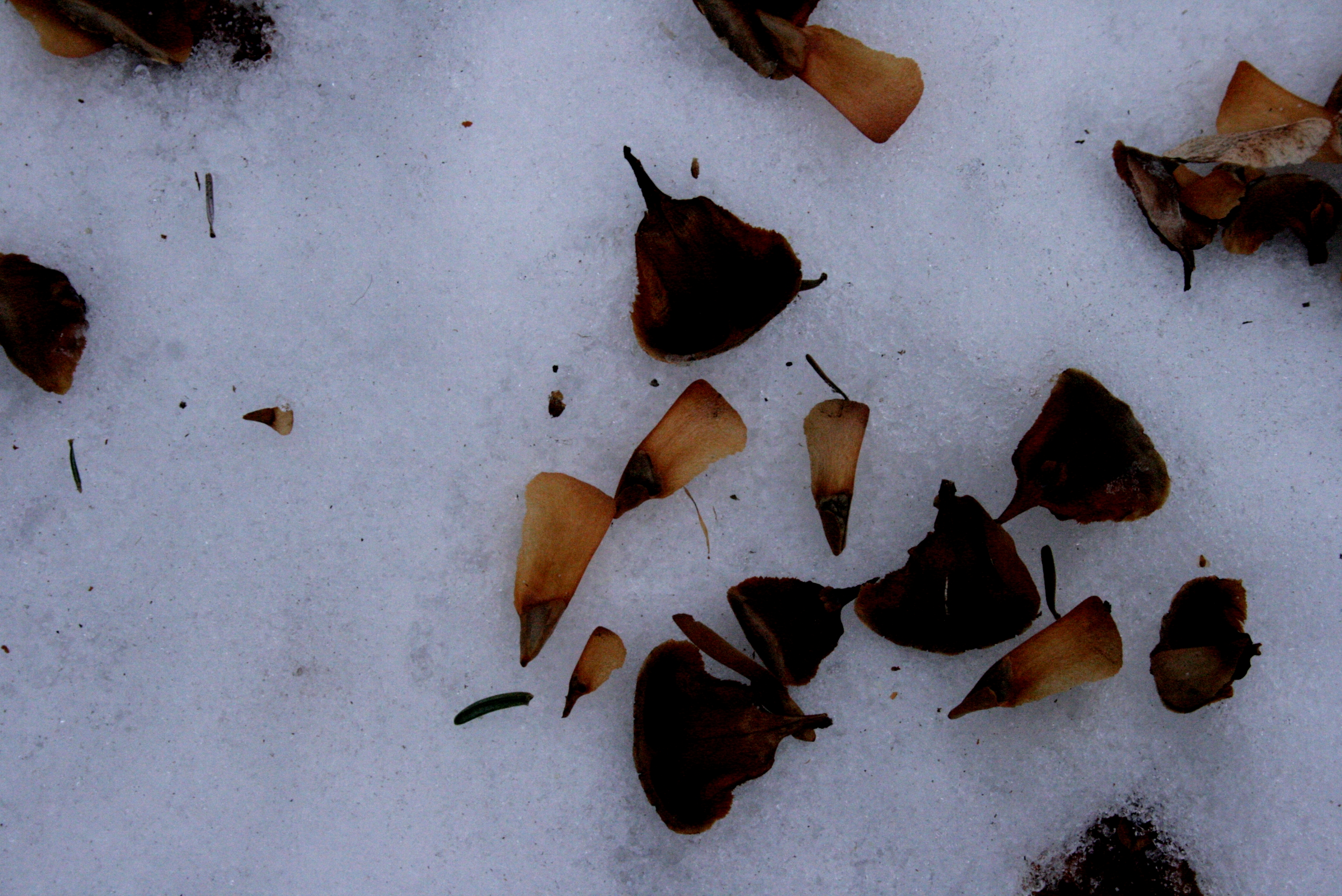
Jedle španělská, semena a šupiny.
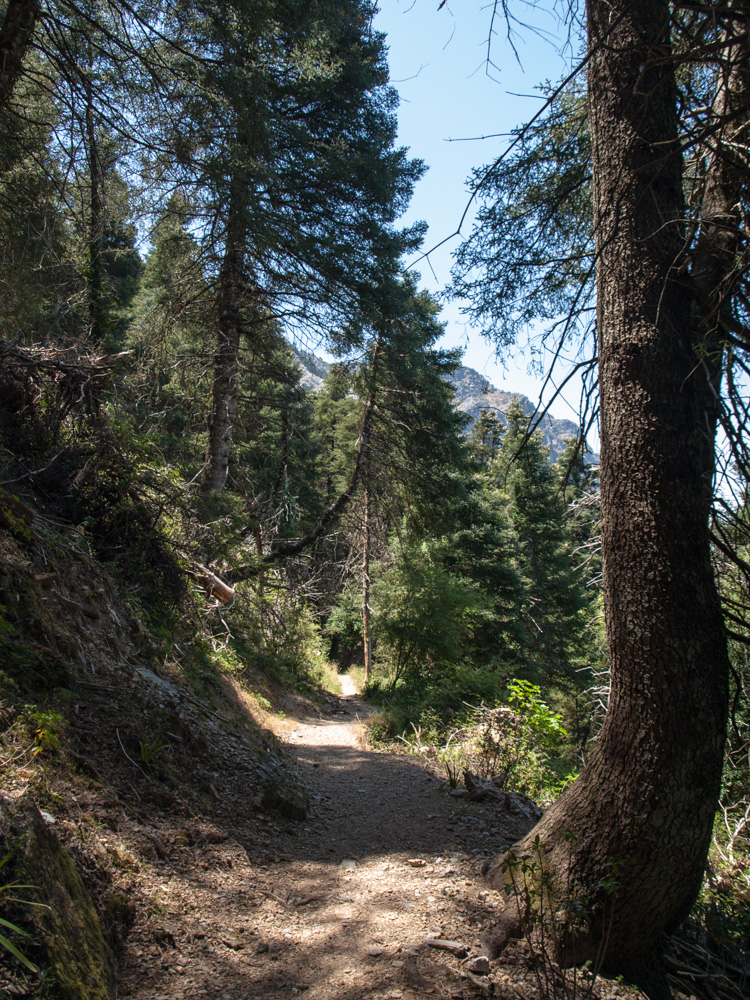
Jedle španělská, les blízko města Benamahoma, v provincii Cádiz ve Španělsku.
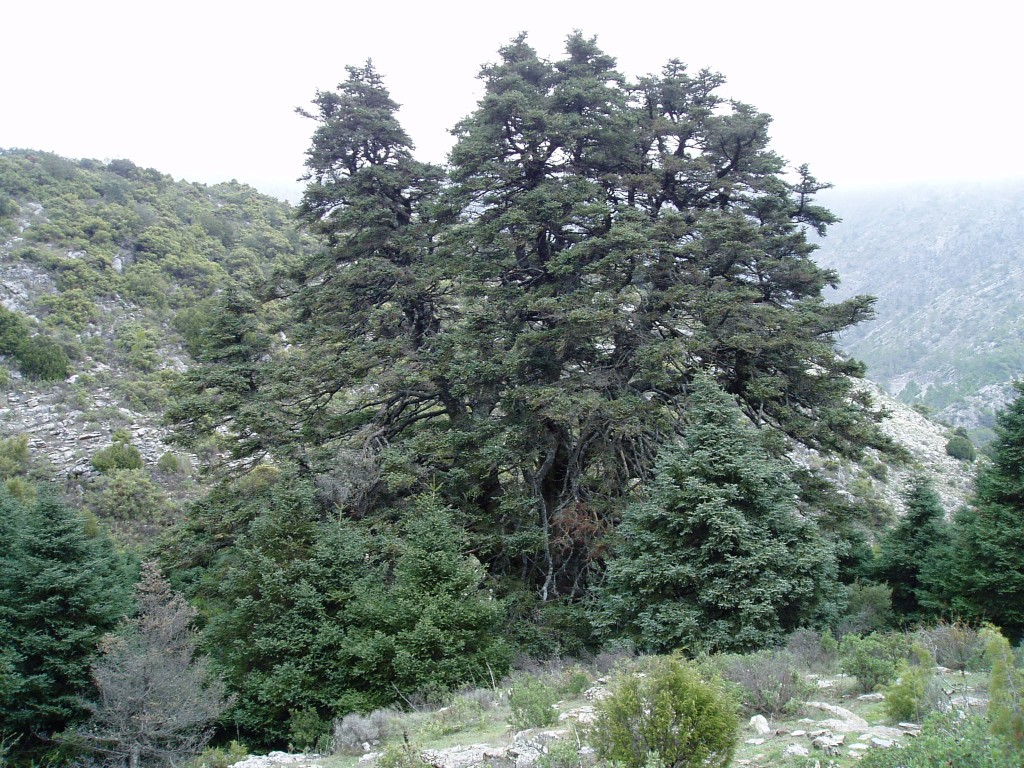
Jedle španělská, velký starý jedinec v přírodní rezervaci Sierra de las Nieves, provincie Málaga, Andalusie, Španělsko.
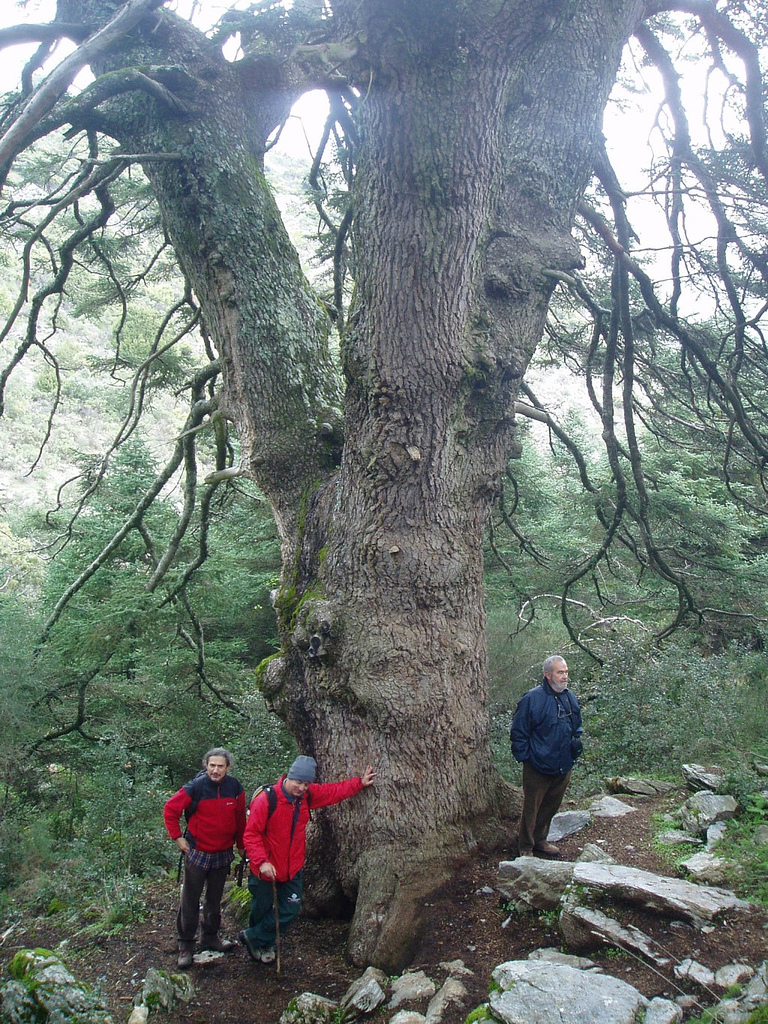
Jedle španělská, velký starý jedinec, detail kmenu a borky, v přírodní rezervaci Sierra de las Nieves, provincie Málaga, Andalusie, Španělsko.